# آگوستین فیدالگو
آگوستین فیدالگو (انگلیسی: Agustín Fidalgo؛ زادهٔ ۲۹ ژانویهٔ ۱۹۹۶) بازیکن فوتبال اهل آرژانتین است که در پست مهاجم بازی می‌کرد.